# Glenea commissa
Glenea commissa är en skalbaggsart som beskrevs av Francis Polkinghorne Pascoe 1859. Glenea commissa ingår i släktet Glenea och familjen långhorningar.
Artens utbredningsområde är Sri Lanka. Inga underarter finns listade i Catalogue of Life.